# 菲利普·弗里德里希·格梅林
菲利普·弗里德里希·格梅林（1721年8月19日—1768年5月9日）是德国植物学和化学教授。他研究了锑的化学性质，还写了一些关于胰管和植物学等方面的论文。
他的哥哥約翰·喬治·格梅林是探险家、博物学家，他的儿子约翰·弗里德里希·格梅林后来成为了欧洲知名的动物学家和植物学家。
1758年，他当选英国皇家学会院士。